# Karl Schnabl
Karl Schnabl   (Villach, 8 de març de 1954) és un saltador d'esquí austríac, ja retirat, que va competir durant la dècada de 1970.
El 1976 va prendre part en els Jocs Olímpics d'Hivern d'Innsbruck, on va disputar dues proves del programa de salt amb esquís. En la prova del salt llarg guanyà la medalla d'or, primera aconseguida per un saltador austríac en la història dels Jocs Olímpics. En la del salt curt va guanyar la medalla de bronze, en acabar rere els alemanys Hans-Georg Aschenbach i Jochen Danneberg.
En el seu palmarès també destaca una medalla de bronze al Campionat del món de vol amb esquís de 1975. Al Torneig dels Quatre Trampolins fou segon el 1976 i tercer el 1975, i guanyà tres proves. Fou campió nacional de salt curt entre 1975 i 1977.
Una vegada retirat se centrà en els estudis de medicina, llicenciant-se per la Universitat d'Innsbruck el 1984 i especialitzant-se en medicina esportiva.